# オランダ人船長殺害事件
オランダ人船長殺害事件（おらんだじんせんちょうさつがいじけん）は、江戸時代末期（幕末）の安政7年2月5日（1860年2月26日）に、横浜本町通り（現在の横浜市中区本町）で発生した殺人事件。この事件により幕府はオランダに1700両を支払い、これが日本の外国に対する賠償金支払いの初例となった。

## 事件の概要
安政7年2月5日、午後7時頃、当時の目抜き通りである本町通り（本町4、5丁目付近）で、オランダ人船長のウェッセル・デ・フォス（Wessel de Vos、1818年1月18日、オーデスチルト生まれ）と、商人ヤスパー・ナニンク・デッケル（Jasper Nanning Dekker、1810年7月31日、ジュトフェン生まれ）が何者かにより斬殺された。
その知らせを江戸で受けたオランダ領事のディルク・デ・グラーフ・ファン・ポルスブルックは横浜に駆けつけ、日本人医師数人と検死を行い、駐日オランダ弁務官ヤン・ドンケル・クルティウスに報告している。
旧暦2月12日、オランダは幕府に犯人の検挙と処刑を要求したが、犯人は捕まらず不明のままである。
殺害された2人はフリーメイソンの会員といわれ、葬儀にはメンバーが儀式用正装のエプロンを着用し参列した。
2人の墓は横浜外国人墓地の最も古い区画である22区に建てられている。
文久元年8月17日、幕府が償金支払受諾。